# Fossombronia fimbriata
Fossombronia fimbriata là một loài Rêu trong họ Fossombroniaceae. Loài này được Paton mô tả khoa học đầu tiên năm 1974.